# Chorillo Paravic
Chorillo Paravic je rijeka na Ognjenoj zemlji u Čileu.
Dobila je ime u spomen na kopača zlata i istraživača Simóna Juana Paravica, hrvatskog iseljenika koji je upravljao eksploatacijom zlata iz rudnika Samuel Ossa Borne na Ognjenoj zemlji.